# Chaussure de football

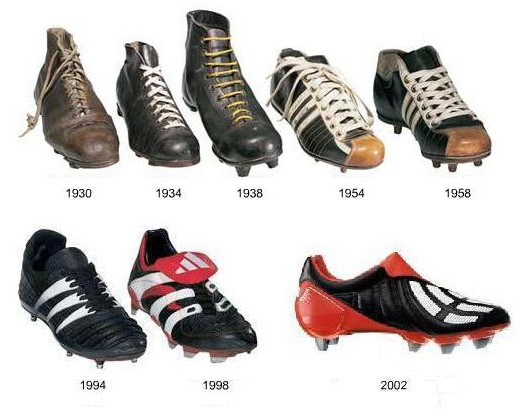
Évolution des chaussures de football de 1930 à 2002.

Les chaussures de football sont des équipements sportifs adaptés à la pratique du football. Celles conçues pour les terrains en gazon ont des crampons sur la semelle extérieure pour faciliter l'adhérence.